# Dimetilamina
La dimetilamina o N-metilmetanamina o DMA és un compost orgànic i una amina. És un gas incolor, liquat i inflamable derivat de l'amoníac que fa olor de peix. La dimetilamina s'utilitza generalment diluït en aigua a concentracions fins al 40%.

## Química
La dimetilamina és una amina secundària. La molècula consta d'un àtom de nitrogen amb dos substituents metil i hidrogen. La dimetilamina és una base i el pKa de la sal d'amoni CH₃-NH₂+-CH₃ és 10,73, la metilamina té un valor inferior (10,64) i la trimetilamina encara més (9,79). La dimetilamina reacciona amb àcids per formar sals. L'hidroclorit de dimetilamina és un sòlid blanc inodor amb un punt de fusió de 171,5 °C. La dimetilamina és produïda per reacció catalítica de metanol i amoníac a temperatures i pressió elevades.

## Bioquímica
La panerola germànica utilitza la dimetilamina com a feromona per a la comunicació.
La DMA sofreix nitrosació sota condicions d'àcid dèbils de donar dimetilnitrosamina. Aquesta substància carcinògena animal s'ha detectat i s'ha quantificat en mostres d'orina humanes i també pot sorgir de nitrosació de DMA per òxids de nitrogen presents en pluja àcida als països altament industrialitzats

## Usos
La dimetilamina s'utilitza com a agent de dehairing bronzejant-se, en tints, en accelerants de goma, en sabons i compostos de neteja i com a fungicida agrícola. En indústria la dimetilamina es converteix en dimetilformamida i l'òxid de lauril dimetilamina d'agent tensioactiu. És primera matèria en la producció de molts fàrmacs com la difenhidramina i també del tabun usat com a arma química.